# Ferdinand Morin
Pour les articles homonymes, voir Morin.
Ferdinand Morin est un homme politique français né le 10 février 1876 à Tours (Indre-et-Loire) et décédé le 8 février 1957 à Tours.

## Biographie
Ouvrier, engagé très jeune dans le mouvement ouvrier, il adhère au parti socialiste en 1895. Il fonde la section SFIO de Tours et organise le parti en Indre-et-Loire.
Conseiller municipal de Tours en 1912, il en devient maire de 1925 à 1942.
Élu député SFIO en 1914, il est constamment réélu jusqu'en 1940. Le 10 juillet 1940, il vote les pleins pouvoirs au maréchal Pétain et se rallie au régime. Il est nommé membre du Conseil National de Vichy. En 1942, il quitte ses fonctions et démissionne de son mandat municipal pour marquer son opposition à l'évolution du régime de Vichy.
En 1953, il est réélu conseiller municipal de Tours, comme candidat du Parti socialiste démocratique de Paul Faure.

## Sources
- « Ferdinand Morin », dans le Dictionnaire des parlementaires français (1889-1940), sous la direction de Jean Jolly, PUF, 1960 [détail de l’édition]